# Janne Happonen
Janne Mikael Happonen (Kuopio, 18 giugno 1984) è un ex saltatore con gli sci finlandese.

## Biografia
Happonen ha debuttato in campo internazionale ai Mondiali juniores del 2001 a Karpacz/Szklarska Poręba, vincendo la gara a squadre. Bissò il successo nella successiva edizione di Schonach im Schwarzwald, dove vinse anche la gara individuale dal trampolino normale.
In Coppa del Mondo ha esordito il 23 novembre 2001 nella gara dal trampolino lungo di Kuopio (11°) e ha ottenuto la prima vittoria, nonché primo podio, nella gara a squadre di Willingen del 5 febbraio 2006.
In carriera ha preso parte a due edizioni dei Giochi olimpici invernali, Torino 2006 (28° nel trampolino normale, 2° nella gara a squadre) e Vancouver 2010 (19° nel trampolino normale, squalificato nel trampolino lungo, 4° nella gara a squadre), a una dei Campionati mondiali e a tre dei Campionati mondiali di volo, vincendo tre medaglie.

## Palmarès

### Olimpiadi
- 1 medaglia:
  - 1 argento (gara a squadre a Torino 2006)

### Mondiali di volo
- 3 medaglie:
  - 2 argenti (gara a squadre a Tauplitz 2006; gara a squadre a Obersdorf 2008)
  - 1 bronzo (gara a squadre a Planica 2010)

### Mondiali juniores
- 3 medaglie:
  - 3 ori (gara a squadre a Karpacz/Szklarska Poręba 2001; trampolino normale, gara a squadre a Schonach im Schwarzwald 2002)

### Coppa del Mondo
- Miglior piazzamento in classifica generale: 8º nel 2008
- 11 podi (7 individuali, 4 a squadre):
  - 4 vittorie (3 individuali, 1 a squadre)
  - 4 secondi posti (2 individuali, 2 a squadre)
  - 3 terzi posti (2 individuali, 1 a squadre)

#### Coppa del Mondo - vittorie
| Data            | Località  | Nazione   | Trampolino                                                        |
| --------------- | --------- | --------- | ----------------------------------------------------------------- |
| 5 febbraio 2006 | Willingen | Germania  | Mühlenkopf HS145 (con Matti Hautamäki, Janne Ahonen e Tami Kiuru) |
| 5 marzo 2006    | Lahti     | Finlandia | Salpausselkä HS130                                                |
| 19 marzo 2006   | Planica   | Slovenia  | Letalnica HS215                                                   |
| 3 marzo 2008    | Kuopio    | Finlandia | Puijo HS127                                                       |

#### Nordic Tournament
- 3 podi di tappa[2]:
  - 2 vittorie
  - 1 terzo posto